# Abbazia di San Marco alle Paludi
L'abbazia di San Marco alle Paludi è una chiesa in stile romanico che sorge presso il fiume Tenna, dove è situata l'odierna parrocchia priorale di San Marco, denominata anche "alle Paludi di Fermo" nell'omonima città delle Marche.

## Storia
L'abbazia di San Marco alle Paludi fu costruita dai frati Militi di S. Agostino. 
Data la scarsità dei documenti relativi alla sua costruzione non è facile arguire l'epoca esatta in cui fu dato principio a tale edificio: probabilmente è nell'XI secolo che si assistette alla sua costruzione, quando il monachesimo era presente all'apice della sua importanza storico-religiosa. Qui i monaci Canonici Lateranensi, un ordine agostiniano, furono chiamati a prestare la loro opera di carità cristiana a favore dei miseri lebbrosi, ricoverati nel vicino Lazzaretto.
Oggi la proprietà su cui sorge l'attuale di San Marco alle Paludi di Fermo appartiene alla famiglia Vitali di Fermo.

## Descrizione
La chiesa presenta una pianta rettangolare ed è a tre navate: la centrale con soffitto a travi e le laterali aventi le volte a muratura. Le pareti delle navate sono in muratura di mattoni faccia a vista, illuminate da piccole finestre che confluiscono all'interno della chiesa una tenue e mistica luce. Di fianco alla chiesa sorge la torre campanaria severa e austera nelle sue linee snelle, nel tetto a piramide e nelle quattro piccole cuspidi che sono termine alle lesene che inquadrano la torre.  La torre al di sopra della cella campanaria dalle ampie bifore aveva un altro piccolo ripiano a cui davano luce quattro finestre situate ai piedi della cuspide piramidale. Era questo l'osservatorio da cui i frati militi vigilavano la sottostante pianura fino all'azzurro adriatico, dal quale spesso i Saraceni sbarcavano a depredare le ubertose contrade fermane.
Lo stile della struttura è da ricondurre a quello romanico.

### Iscrizione
Collocate nelle navate laterali, a memoria dell'insigne monumento è presente un'iscrizione che recita le seguenti parole:
"Questa storica Abazia di S. Marco e Lazzaro aggregata alla Arcibasilica Lateranense di Roma per oltre tre secoli segnacolo di carità e di fede ebbe il Lazzaretto per i Crociati lebbrosi reduci dall'Oriente soffrì incursioni barbariche dai Pirati Turchi fa spettatrice di fatti d'armi nei suoi possedimenti restò orbata dal culto dal 1400. La Famiglia dei Conti Vitali dei suoi maggiori emula imitatrice la restituì allo splendore di un tempo la dotò per la parrocchiale costituzione formandone un cultuale santuario di martiri. Per sovrana munifcenza quattordici Sommi Pontefici arricchirono di beni e di pregi pressoché vescovili l'estinta comunità dei monaci la posero alla dipendenza della S. Sede inalzando il Superiore al grado dei più potenti Abati del titolo insigne la Sacra Concistoriale Congregazione volle ad onore decretata la perpetua conferma ai reggitori delle sorti parrocchiali benemerente il Presule e Principe Carlo Castelli nei bronzi e nei marmi con carattere indelebile fedelmente oggi la registra alla storia. Giugno MCMXVIII."